# حيدر كفوف
حيدر كفوف، ممثل أردني مواليد العام 1968، عضو في نقابة الفنانين الأردنيين، يلقب بالفنان الشامل، فهو ممثل كوميدي مسرحي وتلفزيوني، ومخرج وكاتب سيناريو وحوار، إضافة إلى انه موسيقي وملحن يعزف العديد من آلالات الموسيقية، نال البكالوريوس في المسرح من جامعة اليرموك.

## المسلسلات التي شارك بها
- مسلسل في الميزان فوازير رمضان إخراج هيفاء كتّاب الفياض.
- مسلسل الرمح والصخرة إخراج محمد يوسف العبادي.
- مسلسل الشافعي إخراج محمد عايش وشعلان الدباس.
- مسلسل المجالس مدارس إخراج أحمد دعيبس.
- مسلسل الصرخة خراج عروة زريقات.
- مسلسل الدرب الطويل إخراج صلاح أبو هنّود.
- مسلسل عمان في التاريخ إخراج حسن أبو شعيرة.
- مسلسل نجمة والأستاذ إخراج مازن عجاوي.
- مسلسل يلّه نشوف إخراج اياد الخزوز.
- مسلسل بصمات الزمن إخراج مازن العواملة.
- مسلسل الحكي النا إخراج عروة زريقات.
- مسلسل الأطفال الكنز إخراج محمد الضمور.
- مسلسل العدول إخراج إياد نصار.
- مسلسل مواقف تاريخية وأخطاء مقصودة إخراج سعود الفياض.
- مسلسل حكاية من التراث إخراج محمد عايش.
- مسلسل العلم نور / الجزء الثاني إخراج أحمد يوسف.
- مسلسل عرب دوت كم إخراج عصام مشربش.
- مسلسل لا تجيبوا سيرة / خمس أجزاء إخراج محمد الشواقفة.
- مسلسل مكارم الأخلاق إخراج كمال اللحام.
- مسلسل سلطانة، إخراج إياد الخزوز.
- البرنامج الكوميدي كلمة ونص إخراج محمد الشواقفة.
- مسلسل نقطة وسطر جديد إخراج أحمد دعيبس.
- مسلسل الأنباط تأليف محمود الزيودي إخراج سعود الفياض.
- مسلسل قبائل الشرقوإخراج فايز دعيبس وشعلان الدباس.
- الفيلم التلفزيوني المهمة تأليف أكرم أبو الراغب إخراج حماد الزعبي.
- الفيلم التلفزيوني حالة حب إخراج طارق حداد.
- الفيلم التلفزيوني فجر الأحرار تأليف محمود الزيودي إخراج عزمي مصطفى.